# Okazu
Okazu (おかず nebo お数; お菜; 御菜) je japonské slovo znamenající přílohu k rýži; vedlejší součást stravy.  Vaří se a dochucuje se tak, aby se dobře hodilo ke konzumaci s rýží, a obvykle se připravuje z ryb, masa, zeleniny nebo tofu. Za okazu lze považovat téměř všechny pokrmy, které se jedí s rýží, liší se však od furikake, které je určeno spíše k dochucení samotné rýže než ke konzumaci spolu s rýží. V moderní japonské kuchyni se okazu může podávat k nudlím místo rýže.